# Józef Gomoluch
Józef Gomoluch (18. března 1939, Świętochłowice – 2. prosince 2007) byl polský fotbalista, útočník.

## Fotbalová kariéra
Hrál v polské nejvyšší soutěži za Ruch Chorzów, nastoupil ve 208 ligových utkáních a dal 42 gólů. S týmem získal v roce 1968 mistrovský titul. V Poháru UEFA nastoupil v 10 utkáních a dal 1 gól. Za reprezentaci Polska nastoupil v roce 1967 v přátelském utkání s Rumunskem.

## Ligová bilance
| Ročník              | Zápasy | Góly | Klub                   |
| ------------------- | ------ | ---- | ---------------------- |
| Ekstraklasa 1964/65 | 13     | 3    | Ruch Chorzów           |
| Ekstraklasa 1965/66 | 22     | 2    | Ruch Chorzów           |
| Ekstraklasa 1966/67 | 26     | 9    | Ruch Chorzów           |
| Ekstraklasa 1967/68 | 26     | 12   | Ruch Chorzów           |
| Ekstraklasa 1968/69 | 26     | 4    | Ruch Chorzów           |
| Ekstraklasa 1969/70 | 26     | 2    | Ruch Chorzów           |
| Ekstraklasa 1970/71 | 25     | 5    | Ruch Chorzów           |
| Ekstraklasa 1971/72 | 24     | 5    | Ruch Chorzów           |
| Ekstraklasa 1972/73 | 20     | 0    | Ruch Chorzów           |
| I liga 1973/74      | -      | -    | BKS Stal Bielsko-Biała |
| I liga 1974/75      | -      | -    | BKS Stal Bielsko-Biała |
| I liga 1975/76      | -      | -    | BKS Stal Bielsko-Biała |
| I liga 1976/77      | -      | -    | BKS Stal Bielsko-Biała |
| CELKEM              | 208    | 42   |                        |